# Acker-Klettenkerbel
Der Acker-Klettenkerbel (Torilis arvensis), auch Feld-Klettenkerbel, Acker-Borstendolde oder Feld-Borstendolde genannt, ist eine Pflanzenart aus der Gattung Borstendolden (Torilis) innerhalb der Familie der Doldenblütler (Apiaceae). Sie ist mit mehreren Unterarten in Eurasien und Afrika weitverbreitet.

## Beschreibung

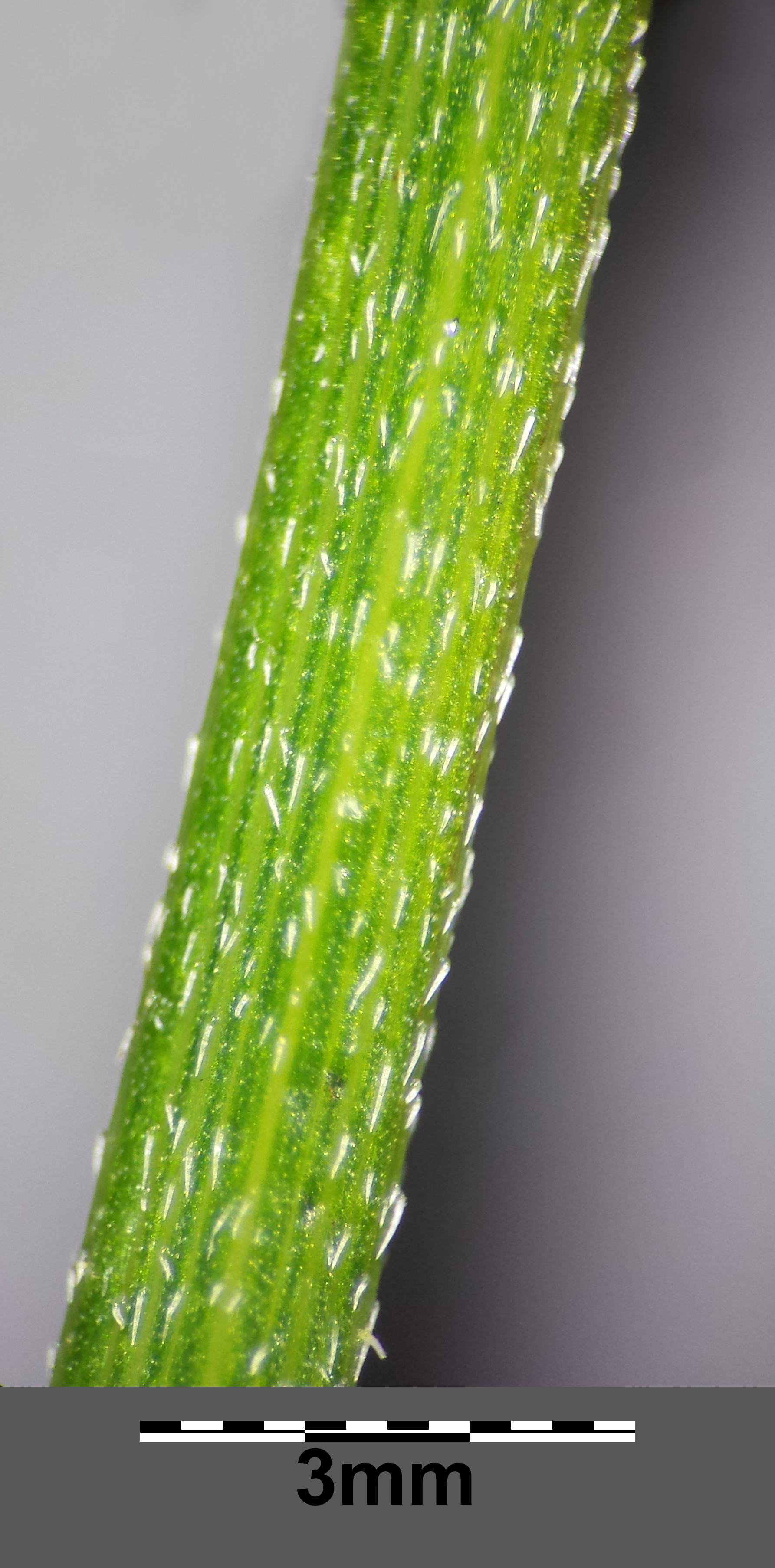
Der gerillte Stängel ist mit abwärts anliegenden Börstchen besetzt

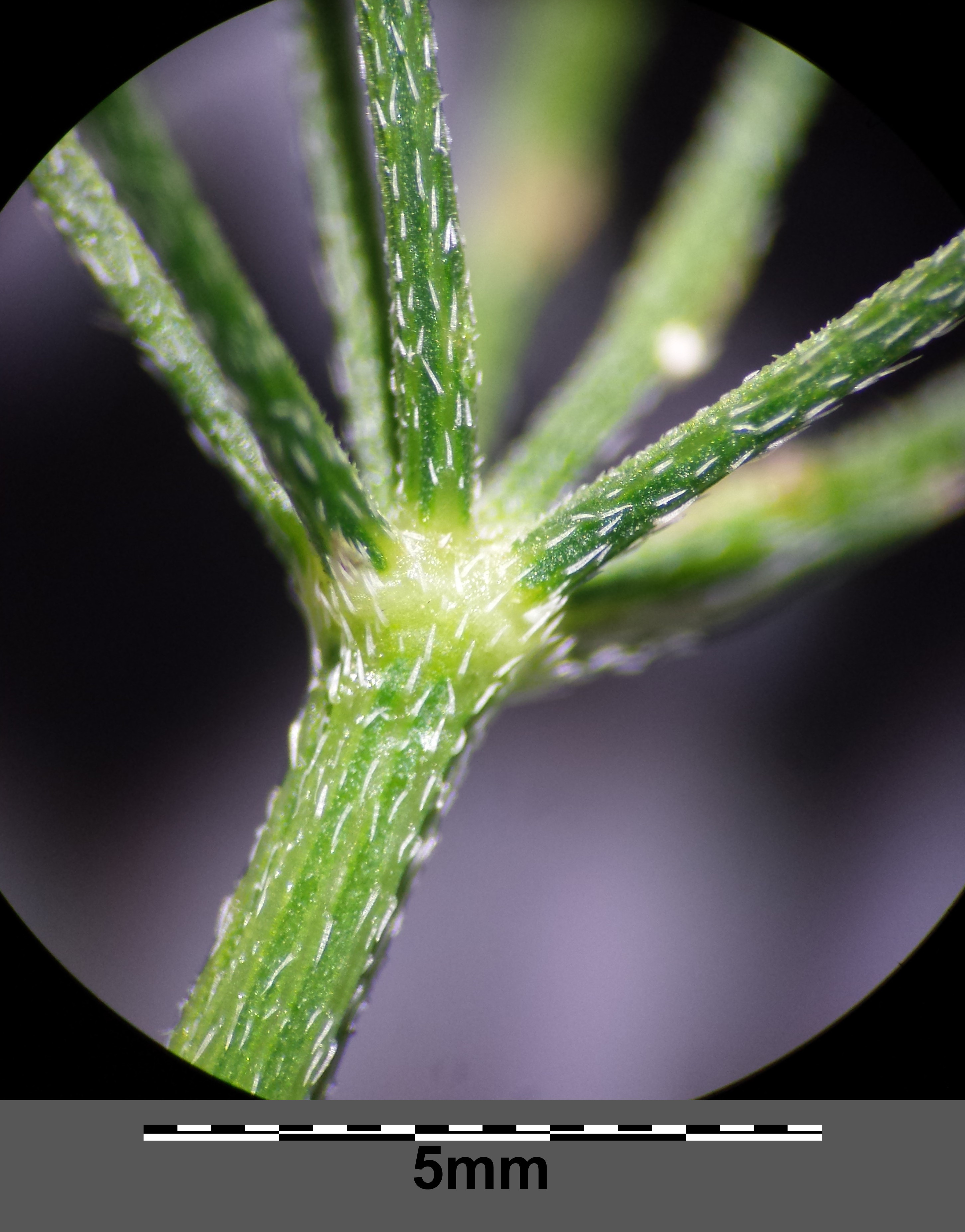
Hüllblätter fehlen oder es sind höchstens 1–2 vorhanden. Die Doldenstrahlen sind mit aufwärts anliegenden Börstchen besetzt.

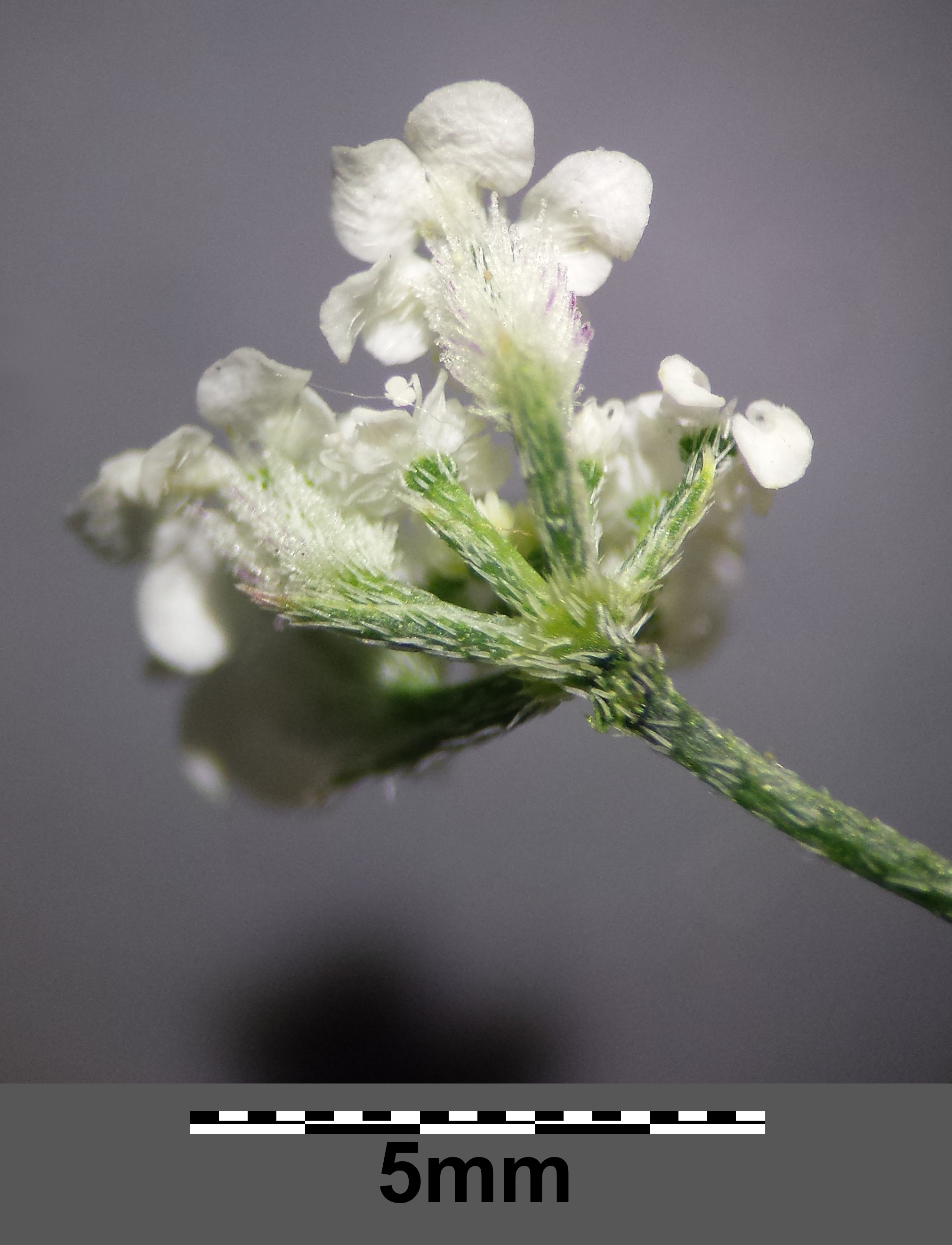
Unterseite eines Döldchens

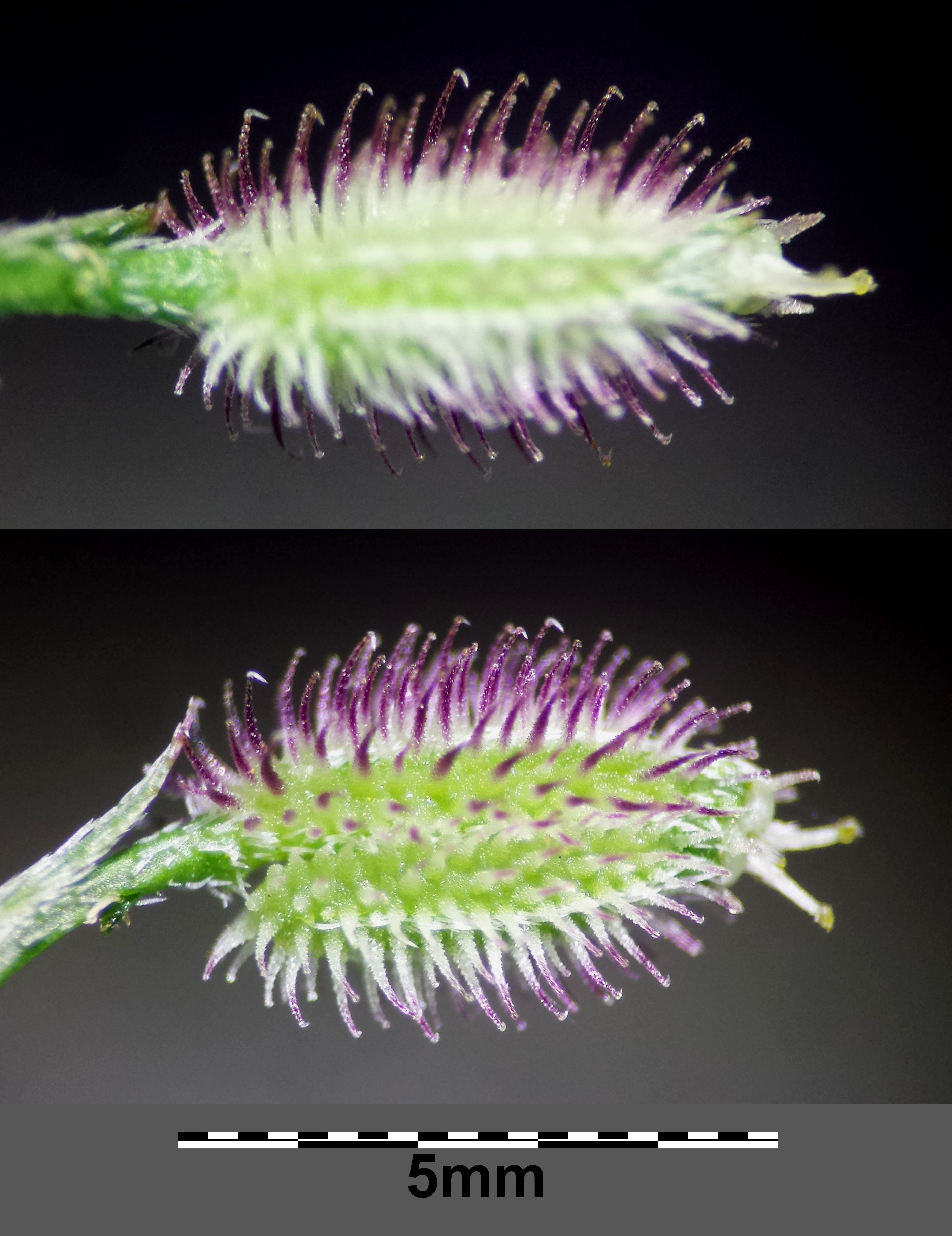
Die Frucht ist mit hakigen Stacheln besetzt.

### Vegetative Merkmale
Der Acker-Klettenkerbel ist eine einjährige krautige Pflanze, die Wuchshöhen von 30 bis 100 (zum Teil 115) Zentimetern erreicht. Die oberirdischen Pflanzenteile erscheinen durch stärkere Behaarung matt grau-grün. Er bildet eine dünne, spindelförmige Wurzel. Der Stängel ist aufrecht, fein gerillt, meist vom Grund an ästig und im Alter oft rot angelaufen. Die Laubblätter sind im Umriss dreieckig-eiförmig bis dreieckig-länglich; die unteren sind zwei- bis dreifach fiederschnittig, die oberen oft nur einfach fiederschnittig. Die Abschnitte letzter Ordnung und besonders der Endabschnitt sind oft lang ausgezogen zugespitzt und spitz gesägt mit schlankeren Zähnen.

### Generative Merkmale
Die Blüten stehen in einem doppeldoldigen Blütenstand zusammen. Es ist kein oder nur ein einzelnes Hüllblatt vorhanden. Die Hüllchenblätter sind zahlreich und linealisch-pfriemlich. Die Doppeldolden sind lang gestielt und zwei- bis zehnstrahlig. Die Kronblätter sind weiß oder rötlich, verkehrt herzförmig mit schmaler und tiefer Ausrandung und einem schlanken eingebogenen Läppchen. Sie sind außen im Mittelfeld angedrückt borstig behaart. Der Griffel ist am Grunde borstig behaart. Die Früchte sind zuletzt schwärzlichgrün. Die 3 bis 5 Millimeter langen Doppelachänen weisen Fruchtstacheln auf, die an der Spitze mit einer Lupe erkennbare Widerhäkchen besitzen.

### Chromosomenzahl
Die Chromosomenzahl beträgt 2n = 12.

### Phänologie
Die Blütezeit reicht in Mitteleuropa von hauptsächlich von Juli bis August, doch wurde auch Juni bis September beobachtet.

## Ökologie
Beim Acker-Klettenkerbel handelt es sich um einen Therophyten.
Diasporen sind seine Klettfrüchte, die über Tiere durch Anhaften an Fell oder Federn ausgebreitet werden (Epichorie).

## Vorkommen
Das Verbreitungsgebiet des Acker-Klettenkerbels liegt in Europa, Vorderasien und im nordwestlichen Afrika. Es reicht östlich bis Zentralasien. Die Art ist in Mitteleuropa ein Archäophyt. Sie ist in Nord- und Südamerika, im südlichen und östlichen Afrika, in Australien und Neuseeland eine Neophyt.
In Österreich tritt der Acker-Klettenkerbel, der sich in letzter Zeit in Ausbreitung zu befinden scheint, im pannonischen Gebiet zerstreut bis selten, sonst sehr selten in brachliegenden Weingärten, trockenen Ruderalstellen und Trockenrasen auf. Die Vorkommen beschränken sich auf die colline und teilweise submontane Höhenstufe der Bundesländer Wien, Niederösterreich und das Burgenland. Torilis arvensis gilt in Österreich als stark gefährdet. Die Art steigt im Aostatal bis 1000 Meter Meereshöhe auf.
Der Acker-Klettenkerbel tritt selten und unbeständig ruderal oder in Getreidefeldern auf. Er gedeiht am besten auf basenreichen, kalkreichen, trockenen, sommerwarmen Lehm- oder Tonböden, der Stickstoff nur in mäßigen Mengen enthält. Nach Ellenberg ist es eine Halblichtpflanze, ein Wärmezeiger, ein Basen- und Kalkzeiger. Es ist eine Ordnungscharakterart der Getreideunkrautgesellschaften (Secalietalia), nach Erich Oberdorfer Charakterart des Verbands Caucalidion.
Die ökologischen Zeigerwerte nach Landolt et al. 2010 sind in der Schweiz: Feuchtezahl F = 2 (mäßig trocken), Lichtzahl L = 4 (hell), Reaktionszahl R = 4 (neutral bis basisch), Temperaturzahl T = 4+ (warm-kollin), Nährstoffzahl N = 4 (nährstoffreich), Kontinentalitätszahl K = 4 (subkontinental).

## Systematik
Die Erstveröffentlichung des Acker-Klettenkerbels erfolgte 1762 durch William Hudson in Flora Anglica S. 98 unter dem Basionym Caucalis arvensis. Die Neukombination zu Torilis arvensis wurde 1821 durch Heinrich Friedrich Link in Enumeratio Plantarum Horti Regii Berolinensis Altera, Band 1, S. 265 veröffentlicht.
Bei manche Autoren gibt es Mitteleuropa beispielsweise drei Unterarten, deren taxonomischer Status als unzureichend erforscht gilt:
- Gewöhnliche Acker-Borstendolde (Torilis arvensis (Huds.) Link subsp. arvensis): Die Pflanze ist weniger als 30 cm hoch. Die zahlreichen Verzweigungen stehen weit ab. Die äußeren Kronblätter sind kürzer als  1,5 mm  und strahlen nicht. Die Griffel sind zwei- bis dreimal länger als das Griffelpolster.[12] Sie hat eine beschränkte Verbreitung in West- und Mitteleuropa.[12][2][11] Nach Ralf Hand kommt sie aber ursprünglich auch in Nordafrika, Südeuropa, Südosteuropa und in Vorderasien vor.[13]  Die Chromosomenzahl beträgt 2n = 12.[6]
- Verkannte Acker-Borstendolde (Torilis arvensis subsp. neglecta (Spreng.) Thell., Syn.: Torilis neglecta Spreng., Torilis radiata Moench): Die äußeren Kronblätter sind über 2 mm lang und strahlen deutlich. Die Griffel sind drei- bis sechsmal länger als das Griffelpolster.[12] Sie ist ursprünglich in Deutschland, Österreich, in der Schweiz, in Ungarn, in der Ukraine, auf der Balkanhalbinsel, in Italien, Frankreich, Spanien, Portugal, auf Madeira, in Algerien, Ägypten, Marokko, Tunesien, auf Zypern, im Iran, Irak, Libanon, in Syrien, in der Türkei, Jordanien, Israel und in Afghanistan verbreitet.[4] Auf den Azoren ist sie ein Neophyt.[4] Auf den Kanarischen Inseln und in Frankreich ist die Ursprünglichkeit zweifelhaft.[13] Die Chromosomenzahl beträgt 2n = 12.[6]
- Aufrechte Acker-Borstendolde (Torilis arvensis subsp. recta Jury):[12] Die Pflanze ist 30 bis 100 cm hoch. Die wenigen Verzweigungen sind mehr oder weniger aufrecht. Die äußeren Kronblätter sind kürzer als  1,5 Millimeter und strahlen nicht. Die Griffel sind zwei- bis dreimal länger als das Griffelpolster.[12] Diese früher mit Torilis arvensis subsp. arvensis zusammengefasste Sippe kommt in Mittel- und Südeuropa, Nordafrika und Südwestasien vor und tritt auch darüber hinaus als eingebürgerter Neophyt auf. Die Chromosomenzahl beträgt 2n = 12.[6]

Nicht mehr zu Torilis arvensis gehören:
- Torilis africana Spreng. (Syn.: Torilis arvensis subsp. heterophylla (Guss.) Thell., Torilis arvensis subsp. purpurea (Ten.) Hayek): Sie kommt ursprünglich in Süd- und Osteuropa, in Nordafrika, in Madeira, in Westasien und im Kaukasusraum vor.[13] Auf den Kanarischen Inseln ist die Ursprünglichkeit zweifelhaft.[13] Die Chromosomenzahl beträgt 2n = 12.[6]
- Torilis elongata (Hoffmanns. & Link) Samp. (Syn.: Torilis arvensis subsp. elongata (Hoffmanns. & Link) Cannon): Sie kommt ursprünglich in Marokko, Algerien, Tunesien, Libyen, Portugal, Spanien, Sizilien, Italien, Kroatien, Montenegro, Albanien, Griechenland, Kreta, Israel, Jordanien, Syrien, im Libanon und in der europäischen und asiatischen Türkei vor.[4][13] Auf den Kanarischen Inseln ist ihre Ursprünglichkeit zweifelhaft.[13]